# Conor Harrington
Conor Harrington (Cork, 1980) es un artista callejero, grafitero irlandés con sede en Londres, Inglaterra.

## Descripción general
Harrington es conocido tanto por su trabajo en la calle como por su trabajo en galerías.

## Primeros años de vida
Nació en Cork, Irlanda, en 1980,y comenzó a hacer tagging y graffiti cuando era adolescente.

## Carrera
Asistió a la Escuela de Arte y Diseño de Limerick y se graduó en 2002 obteniendo una Licenciatura en Bellas Artes.

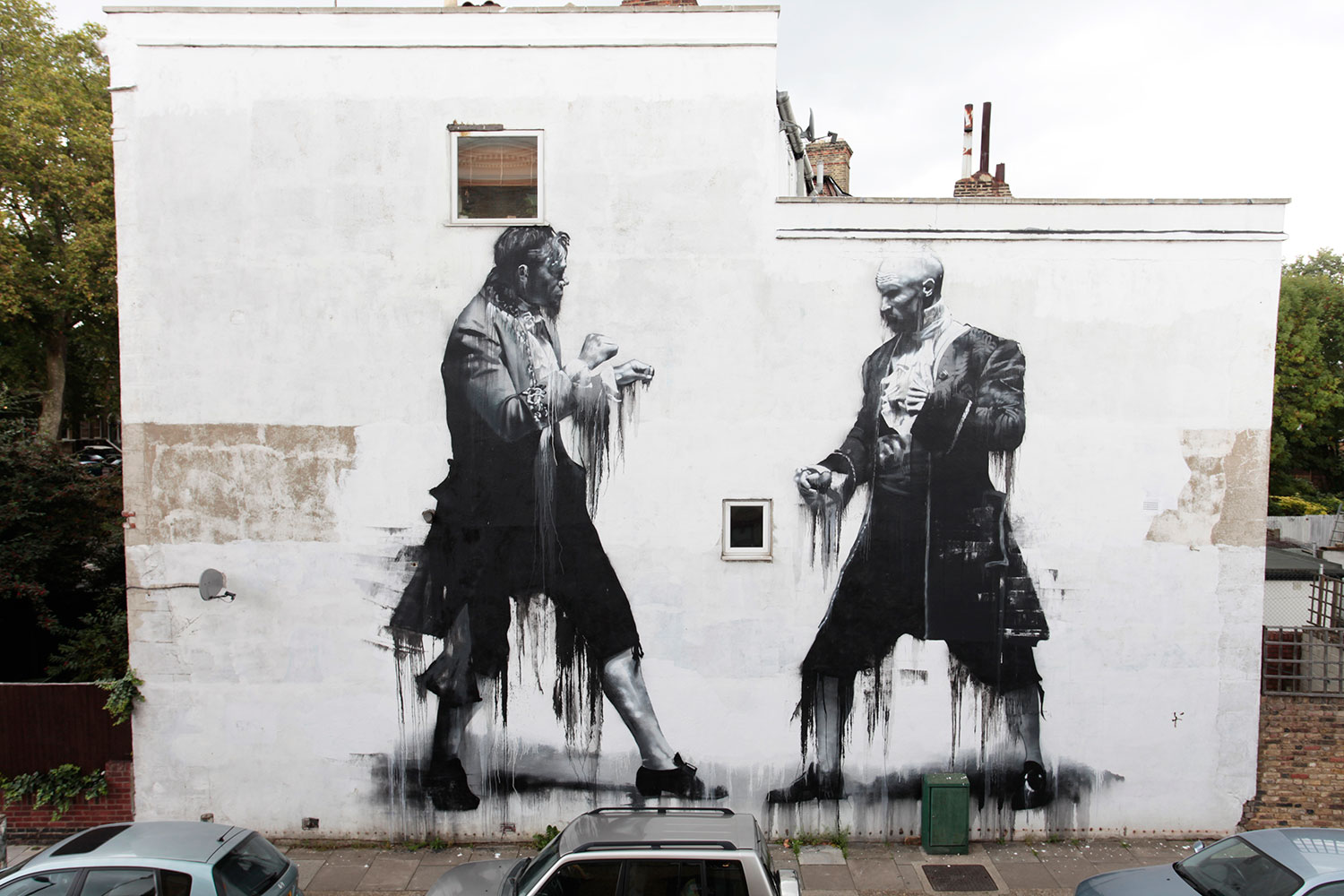
Fight Club de Conor Harrington en Dulwich, sur de Londres, inspirado en Massacre of the Innocents de Charles Le Brun en Dulwich Picture Gallery, producido como parte de Dulwich Outdoor Gallery en 2013.

En 2013, participó en el proyecto Dulwich Outdoor Gallery, iniciado por Ingrid Beazley de Dulwich Picture Gallery.

## Exposiciones
Ha realizado numerosas exposiciones entre las que destacan las siguientes:
Exposiciones individuales
- Eat and Delete, ventana emergente de Lazarides, Nueva York (2014)
- Whole Lot of Trouble for a Little Win (Un montón de problemas por una pequeña victoria), The Outsiders, Londres (2013)
- Dead Meat (Carne muerta), Lazarides Rathbone, Londres (2012)
- Headless Heroes (Héroes sin cabeza), Lazarides Rathbone, Londres (2009) [7]
- Weekend Warriors (Guerreros de fin de semana), The Outsiders London (2008)

Exposiciones colectivas
- Hang-Up Collections Volumen III, Hang-Up Gallery, Londres (2015)
- Exposición colectiva de primavera, Mead Carney Fine Art, Londres (2015)
- Art Truancy: Celebrando los 20 años de la revista Juxtapoz, Jonathan LeVine Gallery, Nueva York (2014)
- Brutal, Lazarides Gallery, Londres (2013) [8]
- Bienal de Twente, Bienal de Twente, Enschede (2013)
- Bedlam, Lazarides pop-up, Old Vic Tunnels, Londres (2012)[9]
- The Minotaur, Lazarides pop-up, Old Vic Tunnels, Londres (2011)[10]
- Dentro de Sir Paul Smith: su arte, su fotografía, su mundo Museo de Arte Contemporáneo Daelim (2010)
- Euro Trash, Lazarides pop-up, Los Ángeles (2010)
- Los forasteros, la nueva galería de arte, Walsall (2009)
- The Outsiders New York, Lazarides pop-up, Nueva York (2008)
- Forasteros, Lazarides Rathbone, Londres (2008)